# 三田村又右衛門
三田村 又右衛門（みたむら またうえもん、生没年不詳）は、安土桃山時代から江戸時代前期の武将。

## 略歴
豊臣家の武将。
大坂の陣に参戦。豊臣家が滅亡すると市井に隠れ住んだ。
娘のふさ（祥雲院）が仙台藩２代藩主・伊達忠宗の側室となって田村宗良・伊達宗規を生んだ。
田村宗良は田村氏を再興し岩沼藩初代藩主（子孫は一関藩へ）となった。
伊達宗規は岩谷堂伊達家3代当主となった。

## 参考資料
- 「仙台人名大事典」
- 『藩史大事典　第1巻　北海道・東北編』藤野保・木村礎・村上直編（雄山閣、 1988年）
- 『伊達世臣家譜』
- 『一関藩』現代書館〈シリーズ藩物語〉大島晃一、2006年10月